# Historia continental
La historia continental es la segmentación del objeto de la ciencia histórica para restringirse a un continente.
El caso más claro es la Historia de América, disciplina centenaria que junto con la americanística (nombre global del conjunto de saberes que tienen a América como objeto) nacieron como consecuencia de su descubrimiento y colonización.
Las historias de otros continentes están indudablemente menos desarrolladas.
Lo cierto es que lo que desde los medios académicos europeos (e incluso americanos) se ha venido llamando Historia Universal suele restringirse de forma estrecha a la Historia de Europa con un prólogo en Próximo Oriente y algunos apéndices del resto del mundo, sometido a colonización o descolonización. Este eurocentrismo se intentó superar con la renovación de la historiografía de mediados del siglo XX con la Escuela de los Annales y la Historia de las Civilizaciones de Fernand Braudel.
No obstante, la específica Historia de Europa se está intentando fomentar en los últimos años como una forma de contribuir a la construcción europea, del mismo modo que la historia nacional en el siglo XIX contribuyó a formar las naciones. Existen propuestas de coordinar la forma en que los escolares de la Unión Europea estudian la historia.